# Княжня (приток Медведицы)
Княжня (устар. Княжная) — река в России, протекает по Михайловскому району Волгоградской области. Устье реки находится в 65 км по правому берегу реки Медведица. Длина реки составляет 23 км, площадь водосборного бассейна 206 км².

## Данные водного реестра
По данным государственного водного реестра России относится к Донскому бассейновому округу, водохозяйственный участок реки — Медведица от впадения реки Терса и до устья, речной подбассейн реки — Дон между впадением Хопра и Северского Донца. Речной бассейн реки — Дон (российская часть бассейна).
Код объекта в государственном водном реестре — 05010300312107000009165.